# Макс Верих
Макс Б. Верих е чешки резбар, скулптор, инженер, композитор и учител във Видин и Стара Загора.

## Биография
Макс Верих е роден през 1848 г. в гр. Турнов, Австро-Унгария (днешна Чехия). Учи в гимназията в Либерец. Следва само една година скулптура в Пражката художествена академия.
Пристига в Стара Загора след Освобождението заедно със съпругата си и трите им деца, като се установяват трайно в града от 1897 г. Макар да няма завършено специализирано художествено образование, Макс Верих преподава рисуване и краснопис в Старозагорската девическа гимназия в периода 1888 – 1908 г. Учителства и във Видинската гимназия по рисуване. Синът му – Владимир Верих – загива като подполковник по време на Балканските войни. Умира на 22 юни 1915 г. в Стара Загора.
Макс Верих е омъжен за Елена Николова Абанозова-Верих (1884 – 2 август 1959), братовчедка на Слави Абанозов. Трите му деца завършват висше образование в Прага, но се връщат в Стара Загора. Дъщерята е учителка по ръкоделие в Девическата гимназия и музикантка. Двамата му сина са инженери. По-големият – Макс, е градски инженер на Стара Загора и загива през 1925 г. при неизяснени обстоятелства (говори се – около строителството на Бирената фабрика в Стара Загора). По-малкият – Владимир, е геодезист и работи в София и Пловдив. Свири на цигулка в оркестъра на Музикално дружество „Кавал“, загива като ротен командир в 12-и пехотен Балкански полк на 25 октомври при Папаз тепе. Елена осиновява дете, което поставя началото на три поколения стоматолози – д-р Георги, д-р Владимир и д-р Емил Русеви. Съпругата на д-р Георги Русев, Златка Русева е учителката по биология във Второ основно училище. Елена Абанозова-Верих е сред създателите и ръководителите на Съюза на инвалидите в Стара Загора и в страната.
В наши дни името „Верих“ присъства в топонимията на Стара Загора чрез малката улица „Верихова“ зад Второ основно училище „Петко Р. Славейков“.

## Проекти
- Олтарът на Видинската синагога[8]